# شركة بيرزيت للأدوية
شركة بيرزيت للأدوية واختصارها BPC، هي شركة فلسطينية عاملة في مجال التصنيع الدوائي بفلسطين. يقع مقرها في المنطقة الصناعية الخاصة بمدينة بيتونيا بمحافظة رام الله والبيرة وسط الضفة الغربية.

## التاريخ
- تاريخ إنشاء الشركة 1 يناير 1973.[4]

- تقوم الشركة ومن خلال عدة خطوط بإنتاج السوائل والمعلقات والأبر والحقن المعقمة والمستحضرات الصلبة وقطرات العيون ومراهم وتحاميل.

- تصنيع كافة أنواع الأدوية و الاتجار بها.

- تعتبر شركة بيرزيت للأدوية الشركة الرائدة في مجال التصنيع الدوائي في فلسطين.

## النشاط
تمارس الشركة نشاطاتها من خلال ثلاث مواقع إذ يقع المركز الرئيس للشركة في المنطقة الصناعية لمدينة رام الله حيث يضم هذا الموقع ثلاث مبان، يضم المبنى الأول الإدارة العامة والمستودعات المركزية بالاضافة الى دائرة تأكيد الجودة ودائرة التثبت ويعمل في الإدارة إداريون يديرون كافة دوائر الشركة.

## الإنتاج
- تنتج الشركة ما يقارب 300 صنف يتم توزيعها على عشرة خطوط إنتاج تغطي مختلف المجالات العلاجية.

- تستهدف الشركة جميع أنواع العملاء في السوق الفلسطيني المحلي بما في ذلك وزارة الصحة الفلسطينية و منظمات و برامج الرعاية الصحية المحلية.[6]

- المستهلكين من خلال الصيدليات و الأطباء.[7]

- لا يقتصر سوق الشركة على الأراضي الفلسطينية، فهي تقوم بالتصدير للأسواق العالمية وبشكل رئيسي لأوروبا الشرقية والجزائر.

- تسعى بإستمرار لفتح أسواق جديدة.[8]